# Clitomachus
Clitomachus (Oudgrieks: Κλειτόμαχος / Kleitómachos; 187/186-110/109 v.Chr.) uit Carthago, aldaar Hasdrubal genaamd, was een filosoof en academisch scepticus.
Hij was te Athene een leerling van Carneades, de stichter van de nieuwe Akademeia. Toen Carthago in 146 v.Chr. werd ingenomen, schreef hij een werkje - dat Cicero zei te hebben gelezen - waarin hij zijn medeburgers trachtte de troost van de filosofie aan te bieden. Hij werd in 127/126 v.Chr. diens opvolger (scholarch). Hij zou zeker nog tot 111 v.Chr. blijven lesgeven aan de Akademeia, want Crassus zou toen nog een van zijn lessen hebben bijgewoond. Van zijn talrijke geschriften - het zou om meer dan 400 geschriften gaan - is nagenoeg niets bewaard gebleven. Cicero heeft ze echter gebruikt, onder andere in zijn werk De divinatione.

## Filosofische rol
Clitomachus wordt meer gezien als de filosoof die de ideeën van zijn leermeester, Carneades, verduidelijkt. Eerder dan dat hij zelf als een origineel filosoof wordt aanzien. Carneades' filosofie wordt door Clitomachus als radicaal sceptisch omschreven. Zijn rol als 'woordvoerder' van de leer van Carneades is er onder meer gekomen doordat hij van mening is dat zijn leermeester geen duidelijke meningen kon verwoorden en op die manier zijn ideeën niet wijd uitdragen. Door zijn visie op de woorden van zijn meester wordt dat radicaal scepticisme dan ook verklaard.
Dit staat in schril contrast met andere leerlingen zoals Metrodorus, Charmadas en Philo die wel van mening zijn dat de verwoordingen van Carneades duidelijk zijn. Hun interpretatie van zijn scepticisme is dan ook gematigder.
Het valt niet uit te sluiten dat Clitomachus de ideeën van zijn persoonlijke radicale vorm van scepticisme mede aan Carneades toeschrijft door een geheel eigen interpretatie van diens werk en ideeën. Deze theorie zorgt er ook voor dat Clitomachus' positie binnen de Akademeia niet duidelijk is.

## Akademia
Clitomachus werd door Carneades niet aangeduid als zijn opvolger voor de Akademeia. Die eer ging naar Carneades de Jonge. Hier zijn verschillende verklaringen voor mogelijk.
Clitomachus kan in die periode niet beschikbaar geweest zijn daar hij op dat moment ook zijn eigen school gesticht had. Of mogelijks is hij als leerling niet gekozen omdat zijn opvattingen dan toch niet helemaal stroken met die van zijn leermeester. En ten laatste kwam Clitomachus pas terug naar de Akademia nadat Carneades reeds overleden was.

## Cicero en Sextus Empiricus
Doordat er nauwelijks tot geen werken overgebleven zijn van Clitomachus, baseren we ons op de werken van Cicero en Sextus Empiricus om ons een beeld te vormen

### Cicero
Cicero was de leerling van Philo van Larissa die op zijn beurt leerling was van Clitomachus. Hij schreef dus slechts enkele jaren na de dood van Clitomachus over zijn werk en was bijgevolg een rechtstreekse getuige over het leven aan de Akademia.
De moeilijkheid bestond er voor Cicero in om de Grieks filosofische teksten in het Latijn te vertalen. Op dat moment had het Latijn nog geen tegenhanger voor de gebruikte terminologie.
Cicero gebruikte Clitomachus' quotes en geschriften om de leidende sceptische filosofie van Carneades te verklaren. Hij gebruikt het eveneens om in te gaan tegen andere filosofische opvattingen, zoals bijvoorbeeld het dogmatisme van Antiochus. Hiervoor duidde hij -wat niet zijn gewoonte was- met nadruk zijn gebruikte bron aan, Clitomachus' De sustinendis adsensionibus.
Veel van zijn opvattingen rond Carneades aan de hand van Cliotmachus' zijn interpretatie, schreef hij neer in de Lucullus.

### Sextus Empiricus
Sextus Empiricus leefde enkele eeuwen na Clitomachus. Zijn werk moet met de nodige kritische blik bekeken worden. Zijn geschriften hadden als doel om zijn eigen 'empirisch scepticisme' te onderscheiden van gelijkaardige, nabije filosofische stromingen, met nadruk op het scepticisme van Carneades en Clitomachus.
Er zal binnen zijn werk dan ook sprake zijn van eigen interpretatie van de oude Griekse teksten die hij tot zijn beschikking had en van zijn partijdigheid in de vorm van zijn eigen stroming. Die stroming -empirisme scepticisme- wou Sextus natuurlijk op een pedestal plaatsen.